# Орден Корони (Пруссія)
Орден Корони (Пруссія) (нім. Kronenorden (Preußen) — орден, найнижчий з Лицарських орденів Королівства Пруссія. Заснований в 1861 році, як нагорода еквівалентна за рангом ордену Червоного Орла німецьким імператором Вільгельмом I. Орден призначався для нагородження тільки офіцерів (або цивільних осіб, що мали еквівалентний статус). Існувала медаль ордену Корони, котрою нагороджували унтер-офіцерів та солдат імперської армії.

## Ступені
Орден Корони мав шість класів:
- Великий хрест — великий знак хреста на орденській стрічці через праве плече, а також зірка ордену на лівому боці груди;
- 1-го класу — знак на орденській стрічці через праве плече, а також зірка на лівому боці груди;
- 2-го класу — нашийній знак, а також зірка на лівому боці груди;
- 3-го класу — знак на стрічці на лівому боці груди;
- 4-го класу — знак на стрічці на лівому боці груди;
- Медаль — на стрічці на лівій стороні груди.

| Ступені |                    |                   |                     |                         |                         |
| Медаль  | Кавалер 4-го класу | Офіцер 3-го класу | Командор 2-го класу | Гранд-офіцер 1-го класу | Кавалер Великого хреста |